# Das Heimchen am Herd
Das Heimchen am Herd (en alemany, El grill de la llar) és una òpera en tres actes composta per Károly Goldmark sobre un llibret alemany d'Alfred Maria Willner, basat en The Cricket on the Hearth de Charles Dickens. S'estrenà al Hofoper de Viena el 21 de març de 1896.
Gustav Mahler va dirigir la següent temporada al Stadttheater d'Hamburg. S'estrenà als Estats Units el 1910. L'òpera no consta en el repertori modern.

## Moments més cèlebres
- Hört ihr es klingen? Der König naht! (Cor, Lancelot)